# Tatiana Pokrovskaia
Pour les articles homonymes, voir Pokrovskaia.
Tatiana Nikolaïevna Pokrovskaïa (en russe : Татьяна Николаевна Покровская), née le 5 juin 1950 dans la région d'Arkhangelsk, est l'entraîneur en chef de l’équipe de natation synchronisée russe depuis 1997, et vice-présidente de la Fédération de Russie en natation synchronisée.

## Biographie

### Enfance et études
Fille de militaire, Tatiana Pokrovskaia se passionne très tôt pour la danse. Elle commence la pratique de la gymnastique à 7 ans, puis la danse classique à 9 ans, et enfin les danses de salon<.
Tatiana Pokrovskaia a fait des études de sport à l'Université d’État russe de culture physique de Moscou,.

### Débuts
Tatiana Pokrovskaïa a commencé par entraîner une équipe moscovite de gymnastique, puis s'est tournée vers la natation synchronisée.
Elle a entraîné l'équipe russe de natation synchronisée, puis une équipe espagnole à Majorque, une équipe brésilienne en 1994 -la CBDA de Rio de Janeiro, et enfin est revenue en Russie.

### Équipe nationale russe de natation synchronisée
Épaulée par les entraîneurs Tatiana Dantchenko et Galina Galkina, elle entraîne des athlètes de haut niveau. Les entraînements ont lieu à la base sportive du Lac circulaire (ru) (en russe : Озеро Круглое) en banlieue nord de Moscou,.

## Vie privée
Elle est mariée et a une fille (désormais mariée et vivant au Brésil). Elle est inséparable de son petit chien yorkshire appelé « Dania » qui accompagne l’équipe de Russie dans tous ses déplacements.

## Récapitulatif des victoires
Les résultats de l'équipe nationale russe, TN Intercession depuis 1997:
- 1997, Coupe du Monde en Chine - 1re place (solo, duo, groupe)
- 1998, Championnats du Monde en Australie - 1re place (solo, duo, groupe)
- 1999, Coupe du Monde en Corée - 1re place (solo, duo, groupe)
- 2000, Jeux Olympiques de Sydney, Australie - 1re place (duo, équipe)
- 2001, Championnats du Monde de Fukuoka, Japon - 1re place (solo, en groupe), 2e place (duo)
- 2002, Coupe du Monde de Zurich, Suisse - 1re place (duo, équipe), 2e place (solo)
- 2003, Championnats du Monde de Barcelone, Espagne - 1re place (duo, équipe), 2e place (solo)
- 2004, Jeux Olympiques d'Athènes, Grèce - 1re place (duo, équipe)
- 2005, Championnats du Monde de Montréal, Canada - 1re place (solo, duo, groupe, programme combiné)
- 2006, Championnats d'Europe de Budapest, Hongrie - 1re place (solo, duo, groupe, programme combiné)
- 2006, Coupe du Monde de Fukuoka, Japon - 1re place (solo, duo, groupe, programme combiné)
- 2006, FINA Trophy de Moscou, Russie - 1re place (duo, équipe), 2e place (combiné)
- 2007, Championnats du Monde de Melbourne, Australie - 1re place (duo, équipe, combiné), 2e place (solo)
- 2007, Coupe d'Europe de Rome, Italie - 1re place (groupe, duo)
- 2007, FINA Trophy de Rio de Janeiro, Brésil - 1re place (duo, combiné)
- 2008, Championnats d'Europe d'Eindhoven - 2e place (solo)
- 2008, Jeux Olympiques de Pékin, Chine - 1re place (duo, équipe)
- 2009, Coupe d'Europe d'Andorre - 1re place
- 2009, Championnats du Monde de Rome, Italie - 1re place
- 2009, FINA de Montréal, Canada - Trophée 2e place
- 2010, Championnats d'Europe de Budapest, Hongrie - 1re place
- 2010, FINA de Moscou, Fédération de Russie - Trophée 2e place (équipe junior)
- 2011, Coupe d'Europe de Sheffield, Royaume-Uni - 1re place (duo, équipe)
- 2011, Championnats du Monde de Shanghai, Chine - (7 médailles d'or sur 7)
- 2012, Jeux Olympiques de Londres, Royaume-Uni - 1re place (duo, équipe)
- 2013, Championnats du Monde de Barcelone, Espagne - (7 médailles d'or sur 7)

## Prix et récompenses
- Prix national de reconnaissance publique des réalisations de citoyens de la Fédération de Russie « russes de l'année » en 2013[10]. La cérémonie de remise des prix a eu lieu le 11 juin 2013 à la grande salle de conférence de l'Administration du Président de la Fédération de Russie. Ce prix est décerné aux citoyens de Russie qui ont obtenu de grands succès permettant le rayonnement culturel de la Russie. Ce prix contribue également au développement de la natation synchronisée nationale.
- Prix sportif national Slava 2005 du "Meilleur entraîneur".